# Macrobiotus trunovae
Espèce
Macrobiotus trunovae est une espèce de tardigrades de la famille des Macrobiotidae.

## Distribution
Cette espèce est endémique des îles Komandorski dans le kraï du Kamtchatka en Russie. Elle a été découverte sur l'île Medny.

## Description
Macrobiotus trunovae mesure de 437 à 639 µm.

## Étymologie
Cette espèce est nommée en l'honneur de Yulia Trunova.

## Taxinomie
Cette espèce est décrite après la mort de Vladimir I. Biserov (1951-1998) à partir de son manuscrit non publié,.

## Publication originale
- Biserov, Pilato & Lisi, 2011 : Macrobiotus trunovae sp.n., a new species of tardigrade from Russia. Zoologiya Bespozvonochnykh (Invertebrate Zoology), vol. 8, no 1, p. 57-62 (texte intégral).